# Microterys obventionis
Microterys obventionis är en stekelart som beskrevs av Sugonjaev 1999. Microterys obventionis ingår i släktet Microterys och familjen sköldlussteklar. Inga underarter finns listade i Catalogue of Life.